# Elecciones presidenciales de Corea del Sur de 2007
Las elecciones presidenciales de Corea del Sur de 2007 se realizaron el miércoles 19 de diciembre de 2007. 
La tasa de participación alcanzó el 63,0 %, lo que representó una caída respecto a 2002 cuando fue de 70,8 %. Resultó elegido Lee Myung-bak del Gran Partido Nacional (en coreano: 새누리당 Saenuri Dang).

## Resultados
| Candidato                                  | Partido                                | Votos      | %     | %     |
| ------------------------------------------ | -------------------------------------- | ---------- | ----- | ----- |
| Lee Myung-bak                              | Gran Partido Nacional                  | 11.492.389 | 48.7  |       |
| Chung Dong-young                           | Nuevo Partido de Gran Unido Democracia | 6.174.681  | 26.1  |       |
| Lee Hoi-chang                              | Independiente                          | 3.559.963  | 15.1  |       |
| Moon Kook-hyun                             | Partido Crear de Corea                 | 1.375.498  | 5.8   |       |
| Kwon Young-ghil                            | Partido Democracia del Trabajo         | 712.121    | 3.0   |       |
| Lee In-je                                  | Partido Democracia                     | 160.708    | 0.7   |       |
| Huh Kyung-young                            | Partido Republicana Económico          | 96.756     | 0.4   |       |
| Geum Min                                   | Partido Socialista de Corea            | 18.223     | 0.1   |       |
| Total                                      | Total                                  | 23.732.854 | 100.0 | 100.0 |
| Fuente: NEC (National Election Commission) |                                        |            |       |       |